# ۲ ژانویه
۲ ژانویه دومین روز سال در گاه‌شماری میلادی است. ۳۶۴ روز (در سال کبیسه ۳۶۵ روز) تا پایان سال باقی‌است.

## رویدادها

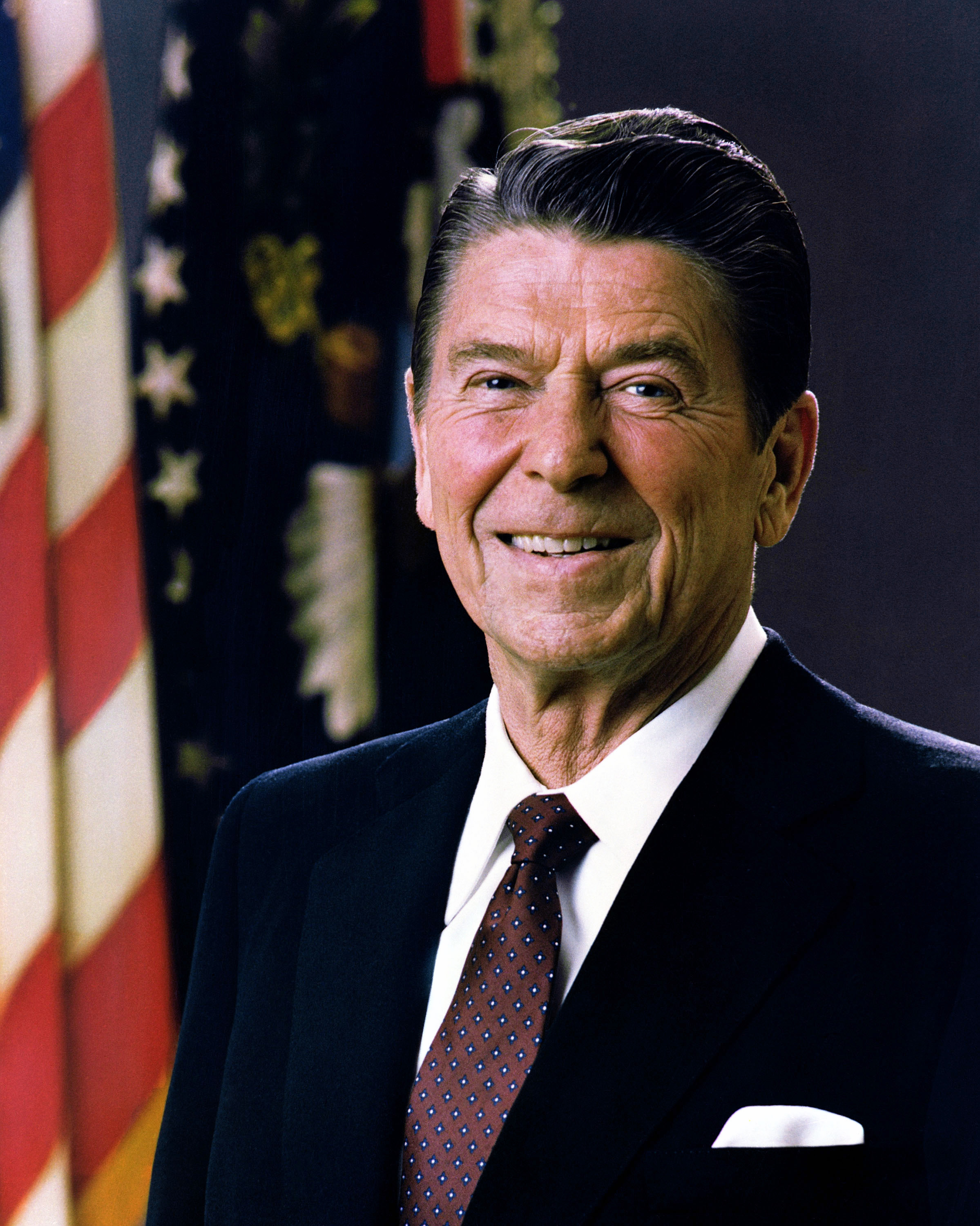
رونالد ریگان

- ۶۹ - در پی خودکشی نرون، سنای روم، گالبا را به عنوان امپراتور جدید امپراتوری روم انتخاب کرد.
- ۵۳۳ - پاپ ژان دوم به عنوان پاپ کلیسای کاتولیک برگزیده شد.
- ۱۷۸۸ - استان جورجیا یکی از مستعمرات سیزده‌گانه بریتانیا در قاره آمریکا با نام ایالت جورجیا به ایالات متحده پیوست.
- ۱۹۰۵ - قوای امپراتوری روسیه مستقر در پورت آرتور پس از هفت ماه محاصره زمینی و دریایی تسلیم ارتش امپراتوری ژاپن شدند.
- ۱۹۴۲ - مانیل، پایتخت فیلیپین به اَغال قوای ژاپنی درآمد.
- ۱۹۴۹ - لوئیس مونوز مارین اولین فرماندار پورتوریکو شد.
- ۱۹۵۵ - خوزه آنتونیو رمون کانترا، رئیس‌جمهور پاناما ترور شد.
- ۱۹۵۹ - لونا ۱ فضاپیمای ساخت شوروی به فضا شلیک شد.
- ۱۹۶۷ - رونالد ریگان به فرمانداری ایالت کالیفرنیا رسید.
- ۱۹۷۵ - سراج سیکدار، رهبر مارکسیست انقلابی بنگلادش دستگیر و در بازداشتگاه پلیس کشته شد.
- ۱۹۹۲ - کودتای نظامیان دولت زفیاد جامساخوردیا، رئیس‌جمهور گرجستان را سرنگون کرد.

## زادروزها
- ۱۶۹۹ - عثمان سوم، سلطان امپراتوری عثمانی از سال ۱۷۵۴ تا ۱۷۵۷ میلادی.
- ۱۸۷۳ - ماریانو آزوئلا، نویسنده مکزیکی.
- ۱۸۷۳ - آنتون پانه‌کوک، فیلسوف، ستاره‌شناس و انقلابی هلندی.
- ۱۸۸۶ - اپسلی چری-گرارد، جانورشناس و کاوشگر اهل پادشاهی متحد بریتانیای کبیر و ایرلند.
- ۱۹۱۳ - حسین بیکار، نقاش مصری.
- ۱۹۱۷ - حسن عباس زکی، سیاستمدار و اقتصاددان مصری.
- ۱۹۲۰ - اسماعیل اکوع، تاریخ‌نگار و سیاستمدار یمنی.
- ۱۹۴۰ - سعود الفیصل، سیاستمدار اهل عربستان سعودی.
- ۱۹۴۲ - لئو فان دونگن، دوچرخه‌سوار اهل هلند.
- ۱۹۴۳ - باریش مانچو، خواننده و آهنگساز اهل ترکیه.
- ۱۹۴۴ - نوردوم راناریده، سیاستمدار اهل کامبوج.
- ۱۹۴۹ - کریستوفر دورانگ، نمایش‌نامه‌نویس اهل آمریکا.
- ۱۹۵۲ - ایندولیس امسیس، سیاستمدار اهل لتونی.
- ۱۹۶۴ - پرنل ویتاکر، بوکسور اهل آمریکا.
- ۱۹۶۹ - روبرت شوهلا، بازیکن هاکی روی یخ اهل چکسلواکی.
- ۱۹۷۲ - شیراز مینولا، دانشمند هندی.
- ۱۹۷۵ - دکس شپارد، کارگردان، بازیگر و کمدین اهل آمریکا.
- ۱۹۷۶ - پاز وگا، بازیگر اهل اسپانیا.
- ۱۹۸۱ - ماکسی رودریگز، بازیکن فوتبال اهل آرژانتین.
- ۱۹۸۳ - کیت باسورث، بازیگر آمریکایی.
- ۱۹۸۳ - آنتونی کریگن، بازیگر آمریکایی.
- ۱۹۸۸ - لوک هارانگودی، بازیکن بسکتبال اهل آمریکا.
- ۱۹۹۸ - تیموتی فوسو-منسا، بازیکن فوتبال اهل هلند.

## درگذشت‌ها
- ۱۷۸۲ - یوهان کریستیان باخ، آهنگساز آلمانی.
- ۱۸۸۱ - لویی اگوست بلانکی، فعال سیاسی فرانسوی.
- ۱۸۶۱ - فریدریش ویلهلم چهارم، پسر فریدریش ویلهلم سوم و پادشاه پروس.
- ۱۹۱۳ - لئون تیسرنک د بورت، هواشناس فرانسوی.
- ۱۹۲۷ - آحاد هعام، روزنامه‌نگار، مقاله‌نویس و اندیشمند یهودی روسی.[۱]
- ۱۹۳۹ - رومن دمووسکی، سیاستمدار لهستانی.
- ۱۹۵۳ - گوچیو گوچی، کارآفرین و طراح مد ایتالیایی.
- ۱۹۶۳ - دیک پاول، بازیگر و خواننده آمریکایی.
- ۱۹۷۴ - تکس ریتر، موسیقی‌دان آمریکایی.
- ۱۹۸۹ - صفدر هاشمی، کارگردان و نمایشنامه‌نویس اهل هند.
- ۱۹۹۵ - نانسی کلی، بازیگر اهل آمریکا.
- ۲۰۰۰ - پاتریک اوبرایان، نویسنده و مترجم اهل بریتانیا.
- ۲۰۰۱ - ویلیام پی. راجرز، سیاستمدار و وکیل آمریکایی.
- ۲۰۰۵ - یوجین ج. مارتین، هنرمند آمریکایی.
- ۲۰۰۸ - جرج مک‌دونالد فریزر، نویسنده اهل بریتانیا.
- ۲۰۱۱ - پیت پاستویت، بازیگر اهل بریتانیا.
- ۲۰۱۲ - ویلیام کری، کارآفرین آمریکایی.
- ۲۰۲۱ - میکل فرر، بازیکن فوتبال اهل اسپانیا.